# Jennifer Salling
Pour les articles homonymes, voir Salling.
Jennifer Salling, née le 4 juillet 1987 à Burnaby, est une joueuse canadienne de softball.

## Carrière
Avec l'équipe du Canada, elle est quatrième des Jeux olympiques d'été de 2008 à Pékin et remporte la médaille de bronze du Softball aux Jeux olympiques d'été de 2020 à Tokyo.